# 綠色無政府主義

綠色無政府主義的綠黑雙色旗

綠色無政府主義（英語：green anarchism），無政府主義內強調環境議題的一門學說。亨利·戴維·梭羅及其著作《湖濱散記》是早期的重要影響者。部分綠色無政府主義者可被稱為無政府原始主義者（或是反文明無政府主義者），但並非所有綠色無政府主義者都是無政府原始主義者。同樣地，在綠色無政府主義之中有強烈批判現代科技的聲音，但也不是所有人都是採取完全拒絕的態度。
目前重要的當代潮流有無政府原始主義和社會生態學。

## 背景
無政府主義開始具有生態觀主要是在美國個人無政府主義和超驗主義者亨利·戴維·梭羅的著作。在《湖濱散記》一書中，他主張在自然環境中的簡單生活和自給自足，反抗工業文明的進展。19世紀末期興起了無政府天然主義，如同是無政府主義和天然主義哲學思想的結盟。主要是在西班牙、法國和葡萄牙等地的個人無政府主義界具有重要性。
重要的影響人物有亨利·戴維·梭羅、列夫·托爾斯泰和艾里塞·雷克呂。無政府天然主義支持素食主義、自由戀愛、天然主義和生態世界觀。
綠色無政府主義結合了一系列源自或啟發於哲學和社會運動的相關政治理論，像是無政府原始主義、深層生態學、社會生態學、女性主義、利己主義、後左翼無政府（Post-left anarchy）、情境主義國際、超現實主義、新盧德主義、反工業主義與狩獵採集者社會。
雖然綠色無政府主義發展的主題思想存在於盧德份子的政治運動和讓-雅克·盧梭的著作中，但原始主義興起時則更直接地受到馬克思主義法蘭克福學派狄奧多·阿多諾與赫伯特·馬爾庫塞；人類學家馬歇爾·薩林斯與理查·李（Richard Borshay Lee）；以及路易斯·姆福特（Lewis Mumford）、布希亞與加里·斯奈德等學者的著作影響。許多綠色無政府主義和原始主義者認為佛萊迪·帕爾曼（Fredy Perlman）是他們看法的先驅。
支持綠色無政府主義的知名當代作家包括了對科技提出批判的德瑞克·詹森（Derrick Jensen）、喬治·德瑞芬（George Draffan）以及約翰·哲忍（John Zerzan）；對科技抱持正面帶態度的默里·布克钦；以及學者阿倫·卡特（Alan Carter）和史都華·大衛森（Stewart Davidson）。

## 批判

### 文明
綠色無政府主義所批判的重點是構成社會的支配制度－全部歸類於廣義的「文明」之下。這些制度包括了國家、資本主義、工業化、全球化、馴養、父權、科學、技術和/或僱用。根據綠色無政府主義者，這些制度在天性上是（對人類和環境的）破壞和剝削 – 因此無法改革的更好。這場運動通常拒絕透過現有的政治路線去推動目標，而是偏愛以直接和自主行動、破壞、武裝起事、生物區域主義（Bioregionalism）和重新連結原野等方式去創造出有意義的改變。
文明是（上述）制度的總合，是破壞人類自由和環境的原因。實際上，文明是以對植物、動物和人類的馴化而劃定。農業引進了盈餘的概念，以及讓這些制度興起的環境。在農業之前，人類通常過著狩獵採集者的自主群體生活。人類曾實踐這種生活模式長達二百萬年，被認為是無政府始祖的一部分。文明通常被視為制度的典範而非一個實質事物，並將人類放在自然世界之上、之外。這被看做是破壞環境（與人類）的第一步與藉口。

### 科技
科技被視為是一種制度，而非具體的工具。有人認為科技藉由創造和提取資源剝削環境，藉由勞動、雇傭與奴隶制度、工業化、專門化和分工剝削人類。技術總是建立在某種背景情況，有著某種目的和功能，而沒有「中立」的形式。綠色科技往往拒絕試著改變這個剝削制度，只是改變表面，使其看起來對生態環境無害，而任憑科技持續的對人類和自然進行剝削。作為替代，綠色無政府主義者支持科技的低度使用到完全不使用科技，使用可持續性和當地的資源。
綠色無政府主義者不支持回到石器時代或是複製狩獵採集者的生活型態，而是對人們被給予的現實提出質問，並希望看見這些問題（即對文明的質問）能藉由創造沒有那些支配制度的新社區進行實踐，同時適當的反抗現有制度。

### 純素食主義

純素食無政府主義的標誌。結合了純素食的「V」以及無政府主義的「A」

部分綠色無政府主義者將純素食主義視為是為自由、健康生活而努力奮鬥的其中一部分。純素食無政府主義是純素食主義（更具體的動物解放）和綠色無政府主義的政治哲學，創造一個相互結合、作為社會革命手段的實踐。這包括了將國家視為對動物（無論是人類或是非人類）是不必要且有害的。純素食無政府主義者不是將這種意識型態視為一種結合的理論，就是認為兩種哲學在本質上是相同的。可進一步形容為綠色無政府的反物種歧視觀點，或是動物解放的無政府主義觀點。
1995年布萊恩·A·多明尼克（Brian A. Dominick）的小冊子《動物解放和社會革命》形容純素食無政府主義為「無政府主義的純素食觀點或純素食主義的無政府主義觀點」。這本18頁的冊子說明了有多少90年代的年輕無政府主義者以接受了深層生態學的思維，作為整個綠色無政府主義政治哲學的一部分。動物解放者同樣也受到無政府思想和傳統而增加，因此成為純素食無政府主義者並且採取全面實踐。

## 解決辦法
許多綠色無政府主義者認為不超過數百人的小型生態村（Eco-village）是比社會文明更好的人類生活規模，而基礎設施與政治制度應該重新制訂以確保是新創造的。綠色無政府主義者主張社會組織應該設計成與自然力量一同運轉，而不是反抗。
許多綠色無政府主義者認為社會組織的傳統形式如村落或部落是更好的人類生活單元。這不是因為「高貴的野蠻人」的精神優越，而是這些社會組織似乎運作的比文明還要好。對許多綠色無政府主義者而言，比起工作角色，家庭被認為是更為重要的。綠色無政府主義哲學可以用來解釋或闡述人類學和生物學的真理或是自然法。
一些綠色無政府主義者定義自己為原始主義者，主張「再野化」，回到游牧民族的狩獵採集者生活模式；而其他綠色無政府主義者只希望看見工業社會的終結，未必反對馴養或農業。前者的重要理論家包括了德瑞克·詹森和約翰·哲忍，而「大學炸彈客」西奧多·卡克辛斯基則屬於後者。但有時界線模糊，詹森和哲忍都正面提及部分形式的樸門。其他綠色無政府主義者，主要為技術積極者，提出其他形式的組織，如建筑生态学或技術官僚。
許多綠色無政府主義者選擇不將重點放在未來社會的哲學議題，而是放在保衛地球和現今的社會革命。反抗現今的制度，和創造可選擇、可持續性的生活方式，這往往被認為是比無聊瑣碎的抗議更為重要的。

## 直接行動
大多數綠色無政府主義者抱持著熱情的理想，部分人致力於直接行動。組織或團體有地球優先！、Root Force，或是更激烈的地球解放陣線、地球解放軍和動物解放陣線。他們會對於他們認為是迫害的制度進行直接行動，像是伐木業、肉品工業和酪農業、動物實驗室、基因工程設施，以及極少數的政府機構。
這些行動通常是（但並不都是）屬於非暴力。儘管並非全都是綠色無政府主義者所為，但行動者使用動物權利義勇軍（Animal Rights Militia）、正義部（Justice Department）和革命細胞（Revolutionary Cells）等名義，要求對公開的暴力攻擊負責。

### 定罪
羅德·科羅納多（Rod Coronado）是名生態無政府主義者，也是動物解放陣線和地球解放陣線的非官方發言人。1992年2月28日，科羅納多對密西根州立大學的研究設施進行縱火攻擊，並釋放了研究農場的水貂。之後，科羅納多因這次動物解放陣線的行動而被定罪。
1997年，《綠色無政府主義者》雜誌編輯群與兩名動物解放陣線的英國支持者試圖陰謀煽動暴力，也就是後來知名的甘達爾夫審判（GANDALF trial）。
綠色無政府主義者崔·艾羅（Tre Arrow）因涉嫌動物解放陣線在2001年4月15日波特蘭的羅斯島砂石（Ross Island Sand and Gravel）縱火案而遭到FBI搜索，這場縱火案燒毀三輛卡車，損失達20萬美元。一個月後，2001年6月1日俄勒岡州 Estacada 的 Ray Schoppert 伐木公司縱火案，造成5萬美元的損失。 2002年10月18日，艾羅涉嫌四項重罪遭到俄勒岡聯邦大陪審團起訴。2004年3月13日，他在不列顛哥倫比亞省維多利亞因偷竊破壞剪而遭到逮捕並起訴。2008年8月12日，他因參與縱火及共謀2001年地球解放陣線的攻擊行動而被判處78個月有期徒刑。
2006年1月，綠色無政府主義者艾瑞克·麥大衛（Eric McDavid）因密謀用火或爆炸破壞企業和政府財產而被定罪。3月8日，由於監獄拒絕提供他素食食品，他正式宣布絕食。之後監獄開始提供素食。2007年9月，在共謀的兩名行動主義人士認罪後，麥大衛被判有罪。一名聯邦調查局的可靠消息來源「安娜」，承認是第四名參與者。麥大衛則辯稱這是圈套。2008年5月，他被判處入獄服刑20年。
2006年3月3日，紐澤西州翠頓的聯邦陪審團以「恐怖主義和網路圖謀不軌」判六名停止亨廷頓動物虐待成員有罪，包括了綠色無政府主義者傑舒華·哈潑（Joshua Harper），根據《紐約時報》，發現他們利用網站「煽動攻擊」那些與亨廷頓生命科學（Huntingdon Life Sciences，HLS）有往來的人士。2006年9月，停止亨廷頓動物虐待七戰士被判入獄3至6年。
其他被判有罪人士
- 達尼埃萊·卡薩里尼（Daniele Casalini）：義大利綠色-純素食無政府主義者，被指控對電塔縱火。[39][40]
- 妮可·沃斯伯（Nicole Vosper）：一名綠色-純素食無政府主義者，承認勒索亨廷頓生命科學。[41][42]

## 外部連結
- Insurgent Desire （页面存档备份，存于）
- The Green Anarchist Infoshop
- Green Anarchy
- Green Anarchist （页面存档备份，存于）
- REWILD.info （页面存档备份，存于）
- Primitivism